# 배기브레이크

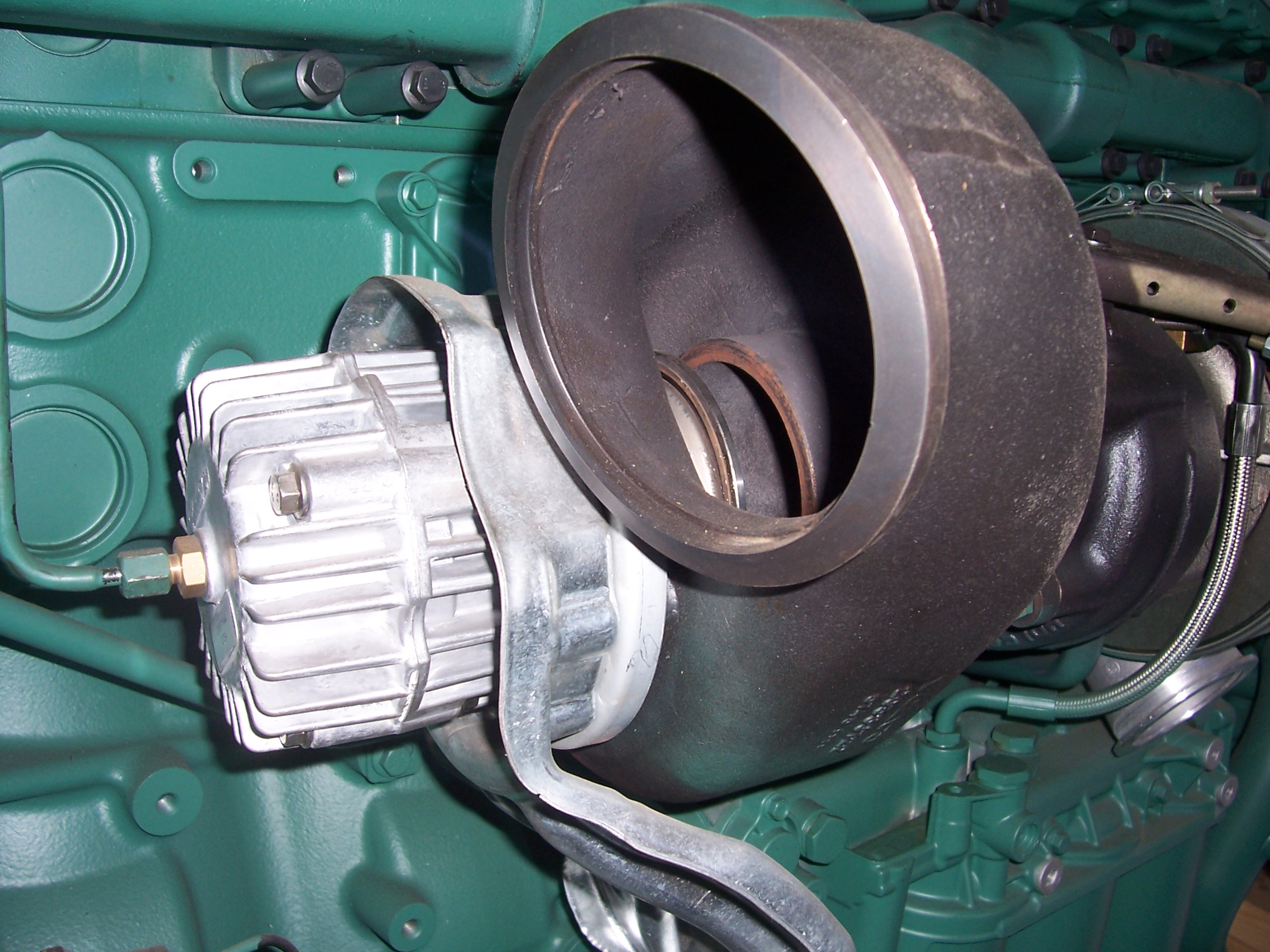
가변 배기브레이크

배기브레이크(exhaust brake)는 엔진으로부터 배기 경로를 차단시켜 배기 가스가 압축되게 함으로써 디젤 엔진의 속도를 늦추는 수단이다. 배기가 압축되기 때문에 적재되는 연료는 존재하지 않으며 엔진은 차량의 속도를 늦추게 된다. 생성되는 부정적인 토크의 양은 엔진의 배압과 직접 비례하는 것이 일반적이다.

## 참고 자료
- Ma, J., Chen, Y., Yu, Q., Guo, R.: Distance control for automotive’s stopping with retarder.
- China Journal of Highway and Transport 16(1), 108–112 (2003) (in Chinese)
- Chengye Liu1 and Jianming Shen: Effect of Turbocharging on Exhaust Brake Performance in an Automobile (2003)